# Boren (jezioro)
Boren (wym. [bu ː rɛn]) – jezioro w Szwecji, położone w północno-zachodniej części regionu (län) Östergötland, na wschód od Motali. Położone 73 m n.p.m., zajmuje powierzchnię 28 km², głębokość maksymalna dochodzi do 14 m.
Jezioro stanowi część systemu Kanału Gotyjskiego (Göta kanal) oraz wypływającej z Wetter rzeki Motala ström. Podczas zimowych miesięcy jezioro zamarza i staje się popularnym lodowiskiem.